# Чичестер, Артур, 1-й маркиз Донегол
Артур Чичестер, 1-й маркиз Донегол (англ. Arthur Chichester, 1st Marquess of Donegall; 13 июня 1739 — 5 января 1799) — англо-ирландский дворянин и политик, известный как Артур Чичестер с 1739 по 1757 год и как граф Донегол с 1757 по 1791 год.

## История и образование
Родился 13 июня 1739 года. Старший сын Достопочтенного Джона Чичестера (1700—1746) и Элизабет Ньюдигейт, дочери сэра Ричарда Ньюдигейта, 3-го баронета. Внук генерал-майора Артура Чичестера, 3-го графа Донегола (1666—1706). Он получил образование в Тринити-колледже в Оксфорде.
30 сентября 1757 года после смерти своего бездетного дяди, Артура Чичестера, 4-го графа Донегола (1695—1757), Артур Чичестер унаследовал титулы 5-го графа Донегола, 6-го виконта Чичестера из Каррикфергюса и 6-го барона Чичестера из Белфаста в Пэрстве Ирландии.

## Политическая карьера
Заняв свое место в Ирландской палате лордов в 1765 году, граф Донегол также заседал в Палате общин Великобритании от Малмсбери (1768—1774). Чтобы заручиться поддержкой правительства в Ирландской палате общин, 3 июля 1790 года он был назначен 1-м бароном Фишервиком из Фишервика в графстве Стаффорд (Пэрство Великобритании). 4 июля следующего 1791 года для него были созданы титулы 1-го графа Белфаста и 1-го маркиза Донегола в Пэрстве Ирландии.

## Семья

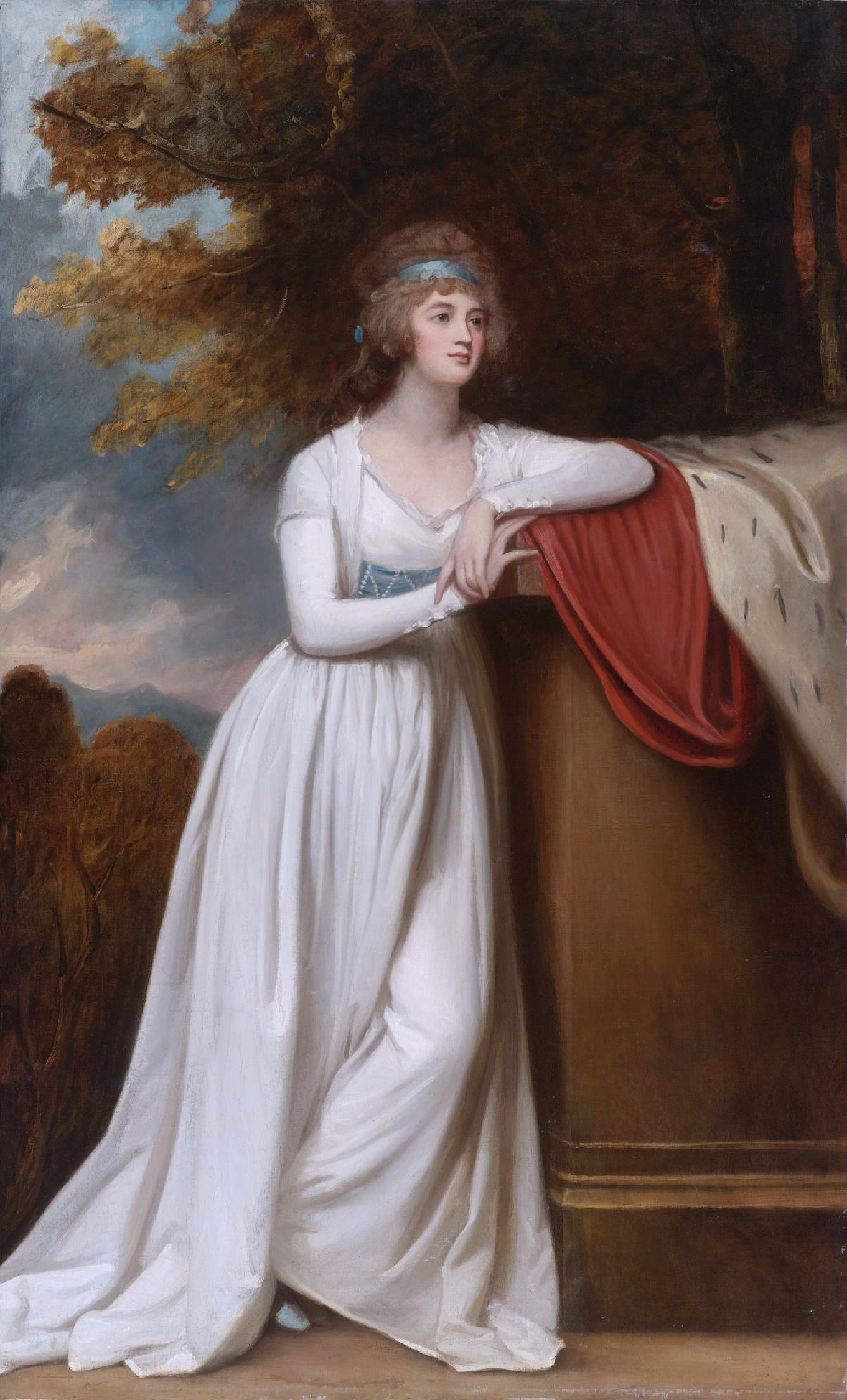
Барбара, маркиза Донегол, третья супруга 1-го маркиза Донегол

Лорд Донегол был женат трижды. 11 сентября 1761 года он впервые женился на леди Энн Гамильтон (ноябрь 1738 — 11 ноября 1780), дочери Джеймса Гамильтона, 5-го герцога Гамильтона, и Энн Спенсер. У них было семеро детей:
- Леди Шарлотта Энн Чичестер (род. 6 сентября 1762)[1], умерла в младенчестве
- Леди Генриетта Чичестер (род. 16 января 1765)[2], умерла в младенчестве
- Джордж Чичестер, 2-й маркиз Донегол (13 августа 1769 — 5 октября 1844), старший сын и преемник отца
- Достопочтенный Артур Чичестер (3 мая 1771 — 11 сентября 1788)
- Лорд Спенсер Стэнли Чичестер (20 апреля 1775 — 22 февраля 1819)
- Леди Элизабет Джулиана Чичестер (? — 24 апреля 1787), с 1795 года женат на леди Энн Гарриет Стюарт (1770—1850), от брака с которой у него было пятеро детей
- Леди Амелия Чичестер, умерла в младенчестве.

24 октября 1788 года он женился вторым браком на Шарлотте Мур (? — 19 сентября 1789), урожденной Спенсер, дочери Конвея Спенсера и вдовы Томаса Мура. Второй брак был бездетным.
12 октября 1790 года он женился в третий раз женился на Барбаре Годфри (? — 28 сентября 1829), дочери преподобного доктора Люка Годфри. Третий брак также оказался бездетным.
Лорд Донегол арендовал загородную резиденцию в Батли-Приори, графство Саффолк. Он умер в возрасте 59 лет в своем лондонском доме на Сент-Джеймс-сквер в Вестминстере.